# Médéric Collignon
Médéric Collignon, (IPA: /medeˈrik kɔliˈɲɔ̃/) (Villers-Semeuse, 6 luglio 1970), è un trombettista e sassofonista francese.

## Biografia
Médéric Collignon inizia a studiare solfeggio all'età di cinque anni. All'età di sette, prosegue presso il Conservatorio di Charleville-Mézières, dedicandosi allo studio della tromba. Nel 1989 lascia il conservatorio per cambiare radicalmente direzione. Trascorse un anno presso l'Accademia Internazionale di Musica a Nancy, dove per un periodo lavorò come insegnante.
Dal 1996 al 1997 visse a Parigi, città che lo portò a conoscere i grandi musicisti del jazz francese: François Jeanneau, Louis Sclavis, Michel Portal e Denis Badault. Médéric Collignon è membro di più di un complesso musicale: l'ONJ (Orchestra Nazionale del Jazz) di Paolo Damiani e della seconda ONJ di Claude Barthélemy, del Jazztet di Bernard Struber, del Sacre du Tympan di Fred Pallem, del New Lousadzak di Claude Tchamitchian e del MegaOctet di Andy Emler dal 2004 al 2009.
L'artista è solito esibirsi in formazioni estremamente variegate, mescolando diverse forme d'arte come la danza (nel duetto con Boris Charmatz), la favola (nel duetto con il trombonista Sébastien Llado), il teatro (nell'opera di David Lescot con l'attore Jacques Bonnaffé) e lo slam (nel duetto con Dgiz).

### ConSeptik
Nel 2008 si è esibito con il suo ensemble Septik (composto da: Médéric Collignon, Thomas de Pourquery, Frank Woeste, Matthieu Jérôme, Maxime Delpierre, Jean-Philippe Morel e Philippe Gleizes), al festival francese Jazz in Marciac presentandoIl était une fois la ré-solution, una versione elettrica e folle della musica che Ennio Morricone compose per la pellicola Giù la testa.
Nel 2009 il regista Josselin Carré ha girato un documentario in suo onore, dal titolo: Il était une fois la résolution Collignon che fu trasmesso dalla rete televisiva francese Mezzo.

### ConJus de Bocse
Con il suo quartetto Jus de Bocse (composto da: Médéric Collignon, Philippe Gleizes, Frank Woeste e Frédéric Chiffoleau), ha registrato due album dedicati a Miles Davis. Il primo uscì nel 2006: Porgy and Bess, che rivisita la versione pubblicata da Davis (1959) ed arrangiata da Gil Evans, dell'opera di George Gershwin. Il secondo nel 2010: Shangri-Tunkashi-La, in cui viene esplorato il periodo "elettrico" di Davis (1969-1975).
Nel 2012, Emmanuel Harang (basso) e Yvan Robilliard (tastiere) hanno sostituito Frédéric Chiffoleau e Frank Woeste. Con l'album À la recherche du roi frippé, vincitore del premio francese (Victoires du Jazz) come miglior disco dell'anno, il quartetto rivisita il repertorio del gruppo rock progressivo King Crimson con due quartetti d'archi. Le parti di chitarra elettrica vennero trasposte per quartetti d'archi.
Nel 2014, il regista Josselin Carré gira nuovamente un documentario in onore dell'artista, dal titolo Médo(S).

## Stile
I generi musicali che più influenzarono Médéric Collignon furono il funk, l'hard rock e il jazz-rock. I compositori da cui invece trasse aspirazione, furono: Olivier Messiaen e Edgard Varèse.
Segnato da una formazione classica e da una grande curiosità musicale unita ad una forte personalità, mostra la sua originalità di musicista attraverso il suo strumento preferito, la cornetta tascabile, sviluppando grandi capacità nella pratica dell'imboccatura. Allo stesso tempo, inizia a servirsi anche della voce come strumento. Nelle sue composizioni ritroviamo infatti improvvisazioni vocali che mescolano lo scat, il beatbox e vocalizzazioni nel registro acuto.
Si serve di effetti elettronici per distorcere, amplificare o modulare la sua voce. Collignon suona inoltre la doppia cornetta, la tromba scorrevole, la bugola, oltre a tastiere, percussioni elettroniche o semplici giocattoli.

## Premi
- 2006: L'album Porgy and Bess riceve il ''Grand Prix du Disque'' per la musica jazz dall'Accademia di Charles Cros.
- 2007: PremioVictoires du Jazz nella categoria "Rivelazione strumentale francese dell'anno (Premio Frank Ténot)".
- 2008: Premio Django-Reinhardt (insieme al sassofonista Géraldine Laurent)
- 2009: Premio Django d'Or per la performance live Spedidam.
- 2009: il 31 marzo, Médéric Collignon viene nominato Cavaliere nell'Ordine delle arti e delle lettere.
- 2010: Premio Victoires du Jazz nella categoria "artista francese o gruppo strumentale dell'anno".
- 2013: Premio Victoires du Jazz nella categoria "album dell'anno", con A la recherche du roi frippé.

## Discografia

### ConJus de Bocse
- 2006: ''Porgy and Bess'', Discograph
- 2010: ''Shangri-Tunkashi-La'', Farther Music
- 2012: ''Alla ricerca del re frippé'', Just Looking
- 2016: ''MoOvies'', Just Looking

### Partecipazioni
- 1998: La Theory du Reptil, Pee Wee Prod, con Phil Reptil, Christophe Monniot, Élise Caron
- 2001: Sereine, Label Bleu, con Claude Barthélemy
- 2003: Admirabelamour, Label Bleu, con l'Orchestre national de jazz
- 2003: Napoli's Walls, ECM Records, con Louis Sclavis
- 2003: Slanguistic, Believe/Chief Inspector, con Collectif Slang
- 2004: Dreams in Tune, Nocturne, con Andy Emler MegaOctet
- 2006: Human Songs, Emouvance, con le New Lousadzak di Claude Tchamitchian
- 2007: West In Peace, Nocturne, con Andy Emler MegaOctet
- 2007: Bamana, Act Music, con Soriba Kouyaté
- 2007: Addict, Believe/Chief Inspector, con Collectif Slang
- 2007: Camisetas, Believe/Chief Inspector, con Camisetas
- 2009: Crouch, Touch, Engage, Naïve Records, con Andy Emler MegaOctet
- 2011: Together, Neuklang, con boNObo-trio
- 2012: Et me voici, con Nougarologie (Laure Moinet, Mathieu Debordes, Patrice Joubert, Hervé Joubert), e Didier Lockwood, Maurice Vander, André Minvielle, Koxinel Prod.
- 2015: Un coup de dés jamais n'abolira le hasard, GRRR, con Jean-Jacques Birgé e Julien Desprez
- 2017: The Eclipse, Musea records, con Jade (Olivier Frèche, Bernard Brand e Charlie Davot - Altri partecipanti: Mike Ladd e Pierre-Alain Goualch)
- 2020: Pique-nique au labo, GRRR, con Jean-Jacques Birgé e Julien Desprez